# District de Furong
Pour les articles homonymes, voir Bourg de Furong (xian de Yongshun).
Le district de Furong (chinois simplifié : 芙蓉区 ; pinyin : Fúrúng qū) est une subdivision administrative de la province du Hunan en Chine. Il est placé sous la juridiction de la ville-préfecture de Changsha.